# Mesón eta inferior
El mesón eta inferior (ηb) o mesón eta-b es un mesón sin sabor formado por un quark fondo b y su antipartícula b. Fue observado por primera vez en 2008 durante el desarrollo del experimento BaBar en el Centro del Acelerador Lineal de Stanford (SLAC), y es la partícula más ligera que contiene un quark fondo y su antiquark correspondiente.